# Ever Anderson
Ever Gabo Anderson (Toronto, 3 de novembro de 2007) é uma atriz e modelo canadense-americana. Ela é mais conhecida por interpretar a jovem Natasha Romanoff no filme Black Widow, além de estrelar como Wendy Darling no filme Peter Pan & Wendy. 

## Biografia
Ever nasceu em 3 de novembro de 2007 em Toronto, Canadá, filha da atriz americana Milla Jovovich e do diretor britânico Paul WS Anderson. Ela tem duas irmãs mais novas, Dashiel e Osian. Ela é descendente de russos e sérvios por meio de sua mãe e de ascendência inglesa por meio de seu pai.
Anderson pratica taekwondo, e mora no bairro de Hollywood Hills em Los Angeles, Califórnia. Além de suas línguas nativas, inglês e russo, ela também fala francês.

## Carreira
Seus pais tentaram desencorajá-la a atuar, mas ela não pôde ser dissuadida. Aos nove anos, ela foi capa da Vogue Bambini, fotografada por Ellen von Unwerth. Ela também foi fotografada por Karl Lagerfeld, Mikael Jansson e Peter Lindbergh.
Sua primeira aparição em um longa-metragem foi em Resident Evil: The Final Chapter (2016), dirigido por seu pai. Nele, ela interpretou uma Alicia Marcus mais jovem, que é interpretada por sua mãe quando adulta.
Em março de 2020, foi revelado que ela interpretaria uma versão mais jovem de Natasha Romanoff no filme Black Widow, do Universo Cinematográfico Marvel, assim como Wendy Darling no filme Peter Pan & Wendy (2023).

## Filmografia
| Ano  | Título                           | Papel                                   | Notas        | Ref.   |
| ---- | -------------------------------- | --------------------------------------- | ------------ | ------ |
| 2016 | Resident Evil: The Final Chapter | Alicia Marcus (jovem) / Rainha Vermelha | Recorrente   |        |
| 2021 | Black Widow                      | Natasha Romanoff (jovem)                | Recorrente   | [ 8 ]  |
| 2023 | Peter Pan & Wendy                | Wendy Darling                           | Protagonista | [ 9 ]  |
| 2023 | Helvellyn Edge                   | Harley                                  | Filmando     | [ 10 ] |